# Gharandal
Gharandal ou Arindela (en grec : Ἀρίνδηλα), est un site archéologique de la province romaine de Palaestina Salutaris (en) situé dans l'actuelle région de Tafilah dans le sud de la Jordanie.

## Histoire
Gharandal était la troisième ville la plus importante de la province à l'époque byzantine. 
Évêché chrétien, un de ses évêques, Théodore, prit part au concile d'Éphèse en 431 et un autre, Macarius, participa à un concile tenu à Jérusalem en 536.
Si Gharandal n'est plus un évêché, il est listé de nos jours comme siège titulaire par l'église catholique. 